# Воллан, Франц Павлович де
Франц Павлович де Воллан (Франц-Павел Деволан, Де-Волант, Сент-Деволан, фр. François Sainte de Wollant) (20 сентября 1752, Антверпен — 30 ноября 1818, Петербург) — первый инженер в армиях Г. А. Потёмкина и А. В. Суворова, первый архитектор Вознесенска, Одессы, Новочеркасска, Тирасполя, Овидиополя и др. городов, строитель первого чугунного моста в Петербурге, первый инженер во главе Ведомства путей сообщения, первый член Комитета министров от этого ведомства. Под его руководством были созданы Тихвинская и Мариинская водные системы.

## Биография
По происхождению брабантский дворянин, родился 20 сентября 1752 года в Антверпене.
Молодые годы провёл в голландских селениях в Северной Америке, где впервые ознакомился с военно-инженерным делом: принимал участие в постройке укреплений и сражался с англичанами. С 1779 года Деволан служил в Голландской Гвиане и занимался топографическими исследованиями и составлением карт. По возвращении в Голландию в 1784 году участвовал в составлении атласа юго-восточной части Голландии. В марте 1786 года вышел в отставку.
По протекции российского посла в Гааге С. А. Колычёва вступил в русскую службу инженер-майором 30 октября 1787 года. В следующем году, во время русско-шведской войны, он во флоте адмирала С. К. Грейга участвовал в Готландском сражении и в конце того же года, по надобности в инженерах, отправлен был в Таврический край к армии Г. А. Потёмкина.
На южных границах России Деволан сначала состоял в распоряжении Комитета строения города и порта Николаева. Приняв в звании исполняющего дела первого инженера армии участие в кампании против турок, он находился при осаде и взятии Каушан, Паланки, Аккермана и Бендер, был при осаде Килии, штурме Измаила и других крепостей на Дунае, а также в сражениях при Бабадаге, Браилове и Мачине. 25 марта 1791 года он был удостоен ордена Святого Георгия 4-й степени (№ 434 по списку Судравского и № 821 по списку Григоровича — Степанова)
За отличную храбрость, оказанную при штурме крепости Измаила, с истреблением бывшей там армии.
Тогда же он был награждён орденом Святого Владимира 4-й степени.
В 1792 году Деволан занимался укреплением городов и крепостей на побережьях Азовского и Чёрного морей и в следующем году был утверждён в должности первого инженера Южной армии А. В. Суворова.
С 1792 по январь 1797 года  глава Экспедиции постройки южных крепостей.
Полковник И. И. Князев и подполковник Ф. П. де Волан осуществляли в 1793 году непосредственное руководство строительством Севастопольской крепости.
в 1794 году находился при той же армии в Польше при подавлении восстания Костюшко; за отличие произведён в полковники и награждён орденом Святого Владимира 3-й степени.
В звании старшего инженера в 1795 году он управлял постройкой крепости Фанагории, порта Ахтиар, крепостей Кинбурнской и Тираспольской, а также руководил основанием Перекопа, Овидиополя, Григориополя, Вознесенска и составлял планы большей части вновь строившихся тогда в России городов (Николаева, Новочеркасска, Каменска-Шахтинского и других).
В рескрипте графу П. А. Зубову от 4 декабря 1795 года императрица Екатерина II отметила полезные труды Деволана, «которого неутомимою деятельностью и расторопностью все производимые в ведомстве вашем многочисленные работы и строения приводятся в исполнение с желаемым успехом, Всемилостивейше жалуя ему в уважение трудов им подъемлемых, и немалых издержек, которые он по должности своей обязан делать, десять тысяч рублей единовременно и по ста рублей на месяц столовых денег». Около этого времени адмиралу де Рибасу и инженер-полковнику Деволану было предписано осмотреть возможно тщательнее берега устья Днепра и Чёрного моря, измерить существующие рейды и заливы и избрать удобное место для порта.
Таким пунктом была избрана крепость Гаджибей, которая только что была завоёвана у турок; по приказанию Екатерины, в 1794 году она была названа городом, и в ней повелено было устроить военную гавань с купеческою пристанью. Планы города и гавани, составленные Деволаном, удостоились высочайшего утверждения, и под его же руководством приказано было производить все работы, к которым и приступили немедленно. Для производства всех построек, учреждена была, под начальством Суворова, «канцелярия строений города и порта Гаджибейского», директором которой состоял де Воллан. Места под постройки были здесь отводимы, на вечное владение, частным лицам, вследствие чего и Франц Павлович получил участок земли. Под его талантливым руководством работы производились весьма успешно и в 1796 году были окончены; вслед за тем город назван был Одессой, а сам Деволан получил орден Святого Владимира 2-й степени.
Между прочим, по плану Франца Павловича, устроены были огромные соляные магазины для поддержания мены хлеба, привозимого чумаками, на таврическую соль, что продолжалось, однако, недолго вследствие трудности доставки соли; он велел учредить и биржу для купцов. На него же выпала печальная обязанность объявить жителям вновь созидавшегося им города о кончине императрицы Екатерины II, после смерти которой произошли весьма важные перемены в судьбе Одессы. Деволан должен был покинуть её и переехать в Санкт-Петербург. Лишь в 1800 году он приезжал на некоторое время в Одессу для образования там комитета, которому поручено было окончание постройки города.
Некоторое время Деволан был «не у дел»; тем не менее крупный талант инженера сказывался в нём и тогда.
Третий раздел Польши изменил положение наших пограничных укрепленных пунктов и повлиял на сам характер и силу их расположения, вследствие чего правительство поручило разным лицам разработку вопроса о крепостях на западной границе. В числе других выдающихся инженеров, и генерал-майор Деволан высказал своё мнение: определив направление операционных линий, он располагал крепости в три линии; в тех же участках, где возможна малая война, требовал нескольких крепостей — плацдармов и систему укрепленных постов (фортов-застав). Эта его работа, а также разработка вопроса — о расположении крепостей на границе с Турцией и на южной границе, — представляют, без сомнения, ценный вклад в материалы для учения о значении крепостей вообще. Его военный взгляд на будущее южного побережья и систему его укреплений выразился в «Записке», в которой он указал все особенности защиты Крымского полуострова и удивительно точно предсказал, более чем за полвека, осаду Севастополя, её направление, место высадки неприятеля и прочее.
24 июля 1797 года он был произведён в генерал-майоры. Тем не менее, военно-инженерная карьера Деволана окончилась 6 октября 1798 года увольнением от службы, и на некоторое время он даже уехал за границу.
Однако, при образовании Департамента водяных коммуникаций в 1799 году, снова вспомнили о нём и 25 августа 1799 года Деволан вошёл в состав членов этого департамента.
Немедленно знакомится он с искусственными сооружениями на водных путях и представляет выработанный им план обходных каналов Онежского и Ладожского озёр. За эти труды Деволан 18 февраля 1800 года был произведён в генерал-лейтенанты.
В это же время было обращено внимание на почти забытый проект Петра Великого об устройстве канала в Вытегорском крае. Франц Павлович был командирован сюда, чтобы найти место, удобное для сооружения канала. По исследовании местности, он отыскал на ней верное и краткое направление, предположенное ещё гидрографом Перри (при Петре І), для соединения рек Ковжи и Вытегры. Благодаря ссуде из Сохранной казны, бывшей в ведении императрицы Марии Фёдоровны, немедленно начато было сооружение канала, в честь государыни названного Мариинским.

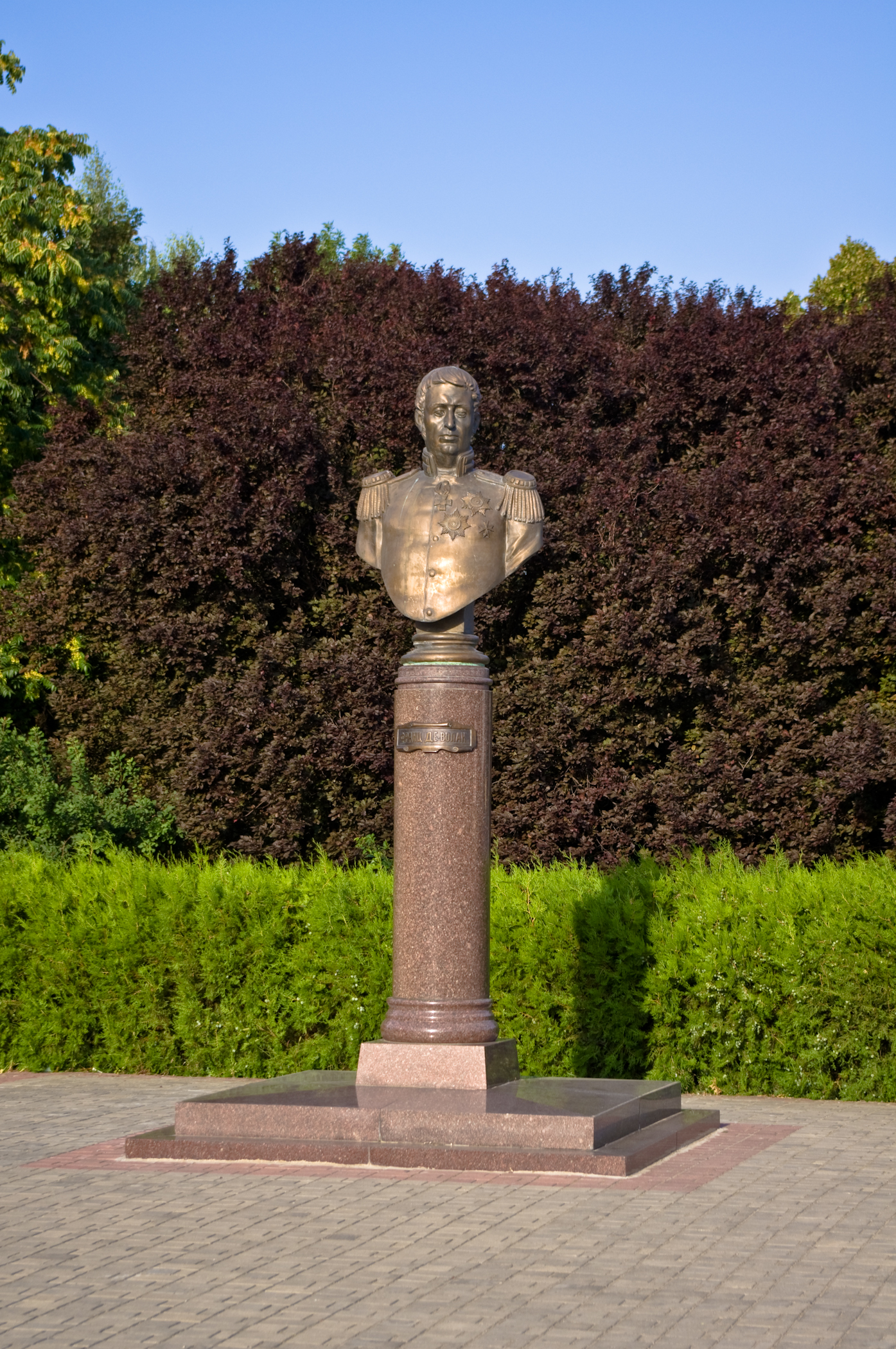
Бронзовый бюст Франца де Волана в Тирасполе

Деволану принадлежит также проект и постройка Тихвинской водной системы, оконченной в 1811 году, проект соединения каналом Онежского озера с Белым морем посредством рек Повенца и Выги (Сороки), между портами Повенецким, Сорокинским и Сумским, проект соединения Онежского озера с Белым морем на другом пункте, при Онежском порту через реки Водлу, Кемь и Онегу, и проект канала между Шексной и Северной Двиной для судоходства к Архангельскому порту от Волги и для сообщений между Архангельском и Санкт-Петербургом (канал Кирилловский, впоследствии герцога Александра Виртембергского).
Во время службы в департаменте водяных коммуникаций Деволан имел в своей инспекции системы Мариинскую и Тихвинскую, нижнюю часть Волги от Рыбинска, с Окою, Камою и другими реками; заведовал работами по рекам Цне и Суре, чисткою днепровских порогов и построением шлюзов с обводными каналами, из которых главнейший, при Ненасытецком пороге с двумя шлюзами, совершенно окончен в 1803 году; он же, наконец, устроил Огинский канал, оконченный и открытый в том же году. В 1804 году он принимал участие в постройке Таганрогского порта и разных других сооружений по Куме, Тереку, Манычу и Старому каналу, предположенному для соединения Волги с Доном посредством рек Иловли и Камышенки. В течение десяти лет, как член департамента, он управлял всеми предприятиями по инспекции Днестра, Немана, Оки, Волги и других рек и лично наблюдал за этими работами.
При новом образовании управления, его определили в корпус инженеров путей сообщения генерал-инспектором и членом совета, а 6 сентября 1810 года — инженер-генералом этого корпуса. Как член совета, он составлял разные проекты, приведенные потом в исполнение, именно: проекты улучшения Твери, бичевников по реке Тверце, а также разных зданий по Вышневолоцкой системе и Ладожскому каналу.
22 марта 1812 года последовал Высочайший указ об отозвании в действующую армию главноуправляющего путями сообщений (с 1809 года) принца Георгия Ольденбургского, обязанности которого были возложены на генерал-лейтенанта Деволана, «отличнейшего по достоинству и знаниям», как характеризовал Франца Павловича сам принц Ольденбургский. Последний надеялся вновь принять управление путями сообщений, но неожиданно скончался в декабре того же года; вследствие личной просьбы императрицы Марии Фёдоровны, Деволан воздал ему последние почести, находясь при погребальном поезде принца, с которым был связан узами дружбы.
За время 1812—1816 годов деятельность управления была незначительна, ввиду недостаточности бывших в его распоряжении сумм вследствие Отечественной войны 1812 года и последовавших за нею событий.

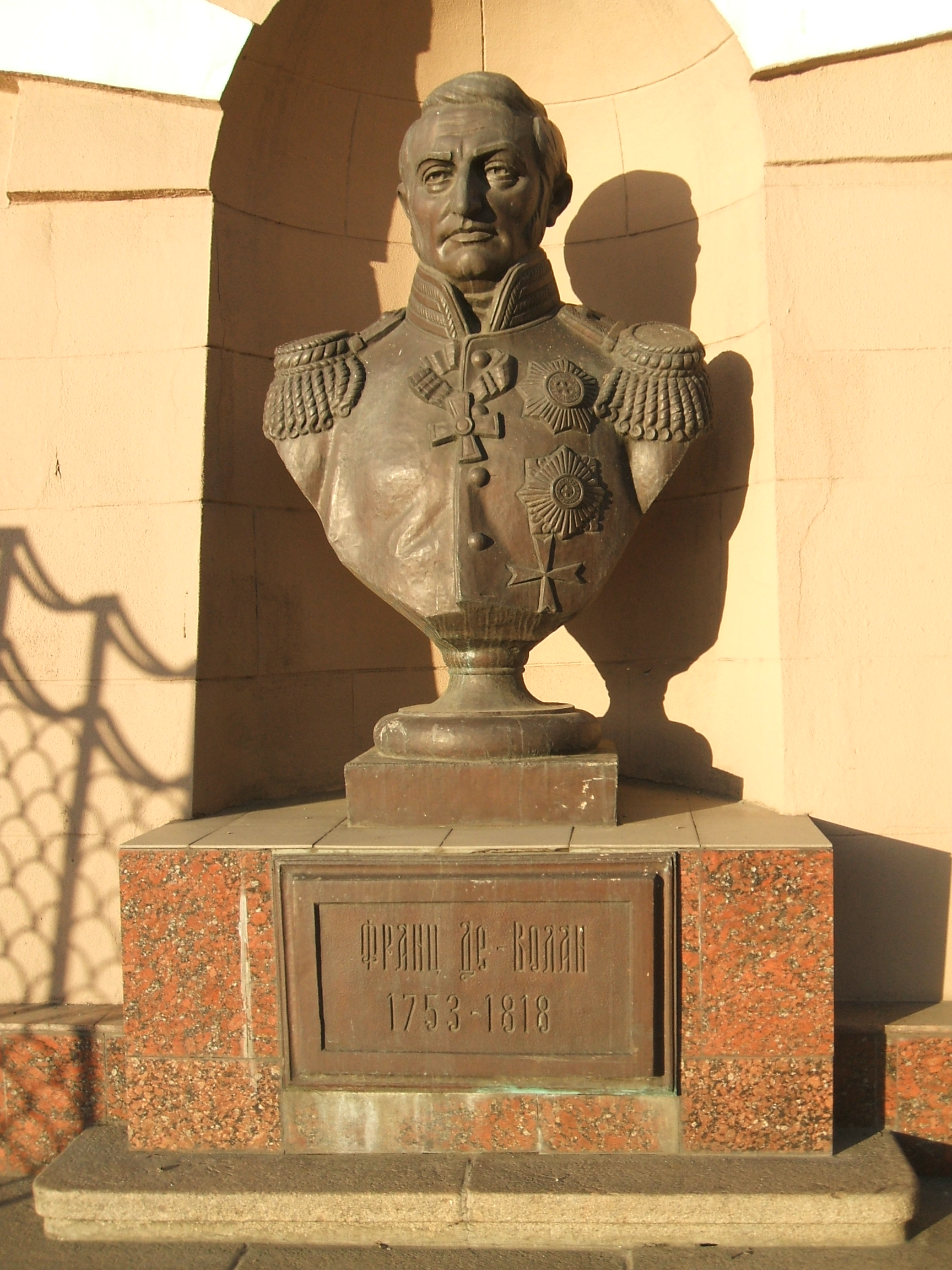
Бюст в Одессе

В 1814 году повелено было главному директору Деволану, как представителю отдельного ведомства, присутствовать в комитете министров. В 1816 году возобновляется правильная деятельность управления. В этом году, под председательством графа А. А. Аракчеева, был учреждён особый Комитет о построении и содержании больших дорог в Империи, который занялся вопросом о сооружении в России, по заграничному примеру, насыпных каменных шоссе, причем было постановлено впервые применить такой способ к шоссе от Москвы до Петербурга. Некоторые участки дорог были в чрезвычайно дурном положении; например, между Тверью и Москвой они оказались почти в беспроездном состоянии, а вблизи Петербурга нередко совсем затоплялись. Энергии Деволана представлялось широкое поле деятельности. По его ходатайству, в 1816 году управление путей сообщения было переведено из Твери в Петербург; для усиления работ на сухопутных дорогах в том же году были учреждены по государственным дорогам рабочие бригады, после чего деятельность управления по устройству и улучшению шоссе значительно развилась. Генерал Деволан прилагал все усилия для успешного производства работ по шоссе, обращая внимание во время личных осмотров на недостаток старания со стороны служащих.

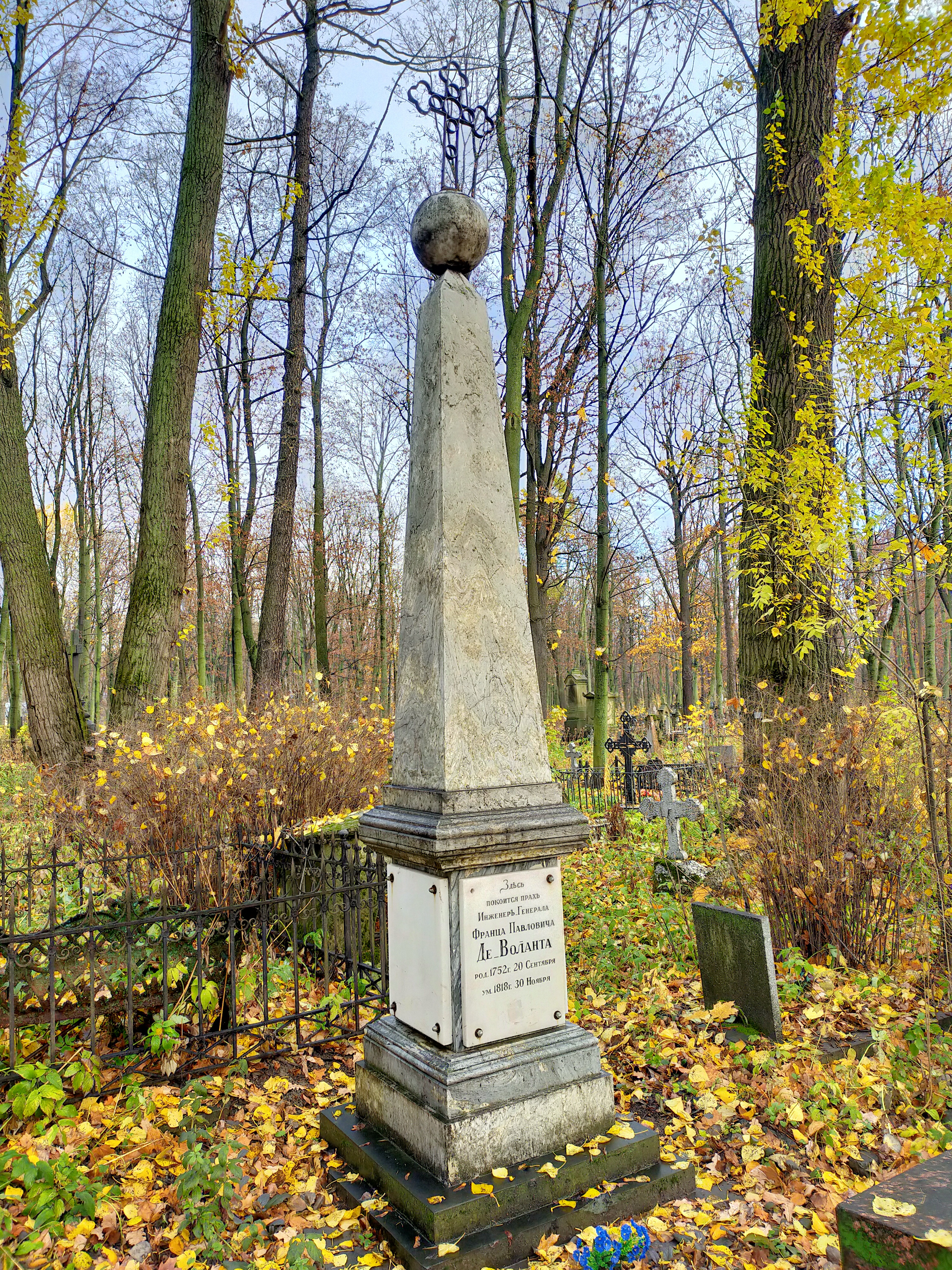
Памятник на могиле Ф.П. де Воланта (1752-1818), Волковское лютеранское кладбище

Прежняя совместная служба сблизила Деволана с принцем Ольденбургским, супруга которого, великая княгиня Екатерина Павловна, также относилась весьма дружелюбно к Францу Павловичу и состояла в переписке с ним до самой смерти. Из её писем видно, с каким участием относилась она не только к обширному ведомству путей сообщения, но и к его главному директору, которому сообщала все заграничные новости, касавшиеся близкого ему дела, и просила его сообщать ей свои мысли «насчет этой интересной отрасли управления», дабы при случае делиться ими с императором Александром I.
Энергичный и талантливый Деволан оставил заметные следы своей полезной деятельности в России на поприще строительного искусства. Многие крупные сооружения и целые города несут память о нём.
Ф. П. де Волан является автором первого проекта строительства форта на искусственном острове у фарватера на входе в Днепро-Бугский лиман.
Среди прочих наград Деволан имел: командорский крест ордена Святого Иоанна Иерусалимского (20.02.1801), орден Святой Анны 1-й степени (05.03.1802), орден Святого Александра Невского (23.08.1809).
Скончался 30 ноября (12 декабря) 1818 года. Похоронен в Санкт-Петербурге на Волковом лютеранском кладбище (там же была погребена в 1853 году и его жена Мария Яковлевна, урождённая Де-Витте, дочь Я.Я. де Витте).
Сын — Александр (25.08.1807—07.04.1871), был похоронен при Туренской церкви в Валдайском уезде.
Внук — Григорий Александрович Де-Воллан, дипломат, прозаик, публицист.

## Из экспозиции музея имени де Воллана вОдессе

Памятник де Воллану на Ланжероновском спуске
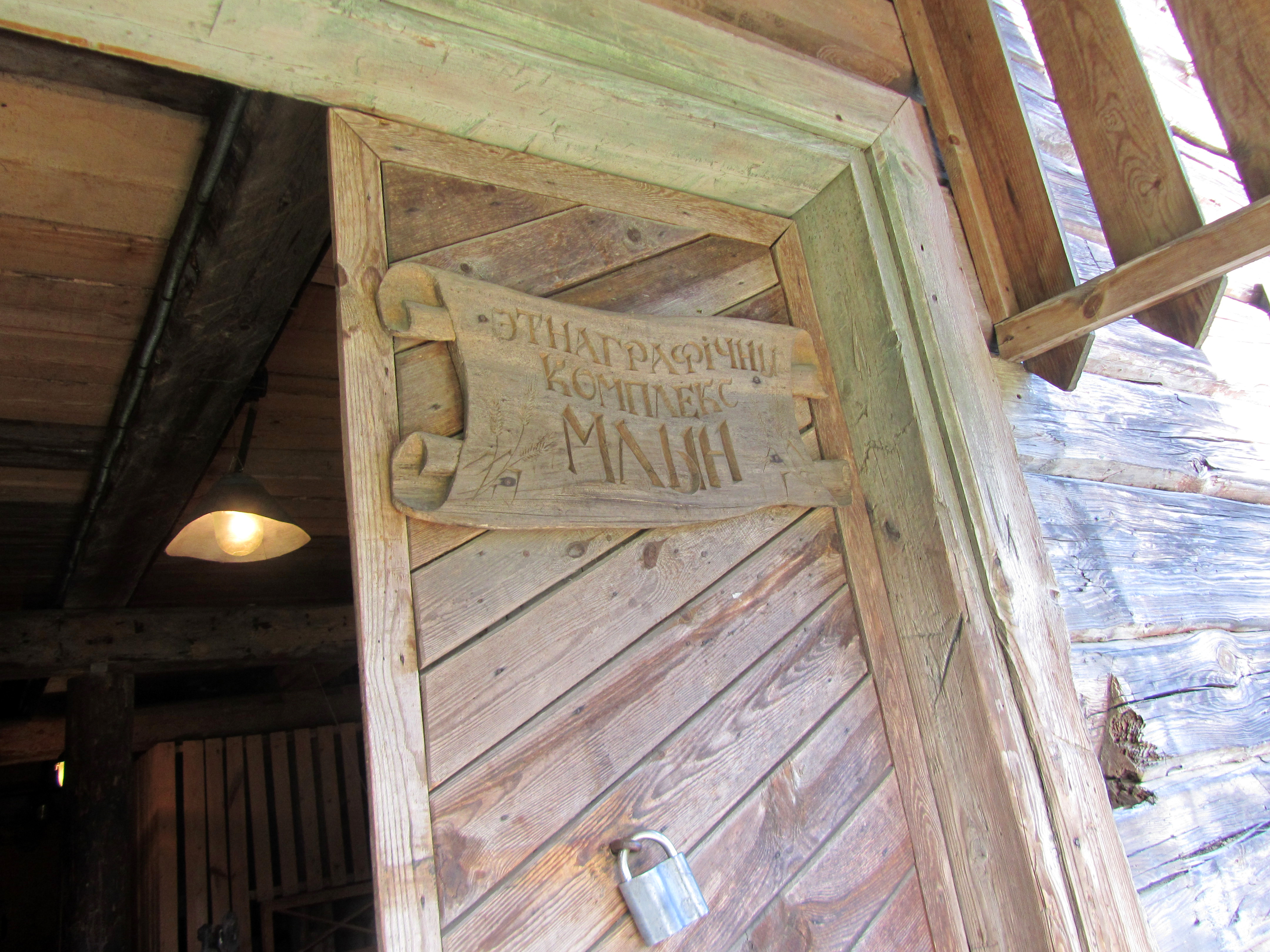
Вход в музей
Биография
Награды
Годы жизни1
Годы жизни2
Годы жизни3
Годы жизни4
Могила де Воллана
На Волковом кладбище
Наследие де Воллана
Имя де Воллана

## Монеты, марки, открытки
- Пластиковая монета 3 рубля с изображением Де Волана Приднестровской Молдавской Республики (зелёная, квадрат)[4][5][6] (в обращении с 22 августа 2014 года).